# Міллінгтон (Меріленд)
Міллінгтон (англ. Millington) — місто (англ. town) в США, в округах Кент і Графство королеви Анни штату Меріленд. Населення — 549 осіб (2020).

## Географія
Міллінгтон розташований за координатами 39°15′30″ пн. ш. 75°50′24″ зх. д. / 39.25833° пн. ш. 75.84000° зх. д. (39.258219, -75.839964).  За даними Бюро перепису населення США в 2010 році місто мало площу 1,78 км², з яких 1,72 км² — суходіл та 0,06 км² — водойми. В 2017 році площа становила 1,92 км², з яких 1,85 км² — суходіл та 0,06 км² — водойми.

## Демографія
Згідно з переписом 2010 року, у місті мешкали 642 особи в 234 домогосподарствах у складі 174 родин. Густота населення становила 360 осіб/км².  Було 256 помешкань (144/км²).
Расовий склад населення:
| - 72,0 % — білих - 13,9 % — чорних або афроамериканців - 3,0 % — азіатів - 9,3 % — осіб інших рас |

До двох чи більше рас належало 1,9 %. Частка іспаномовних становила 13,9 % від усіх жителів.
За віковим діапазоном населення розподілялося таким чином: 22,6 % — особи молодші 18 років, 68,4 % — особи у віці 18—64 років, 9,0 % — особи у віці 65 років та старші. Медіана віку мешканця становила 36,2 року. На 100 осіб жіночої статі у місті припадало 94,5 чоловіків;  на 100 жінок у віці від 18 років та старших — 92,6 чоловіків також старших 18 років.
Середній дохід на одне домашнє господарство  становив 64 519 доларів США (медіана — 50 625), а середній дохід на одну сім'ю — 75 382 долари (медіана — 74 250). За межею бідності перебувало 24,8 % осіб, у тому числі 18,3 % дітей у віці до 18 років та 5,6 % осіб у віці 65 років та старших.
Цивільне працевлаштоване населення становило 353 особи. Основні галузі зайнятості: науковці, спеціалісти, менеджери — 20,7 %, освіта, охорона здоров'я та соціальна допомога — 20,4 %, виробництво — 11,0 %, будівництво — 9,1 %.